# Codakia rugifera
Codakia rugifera is een tweekleppigensoort uit de familie van de Lucinidae. De wetenschappelijke naam van de soort is voor het eerst geldig gepubliceerd in 1835 door Reeve.